# Vickers Vampire

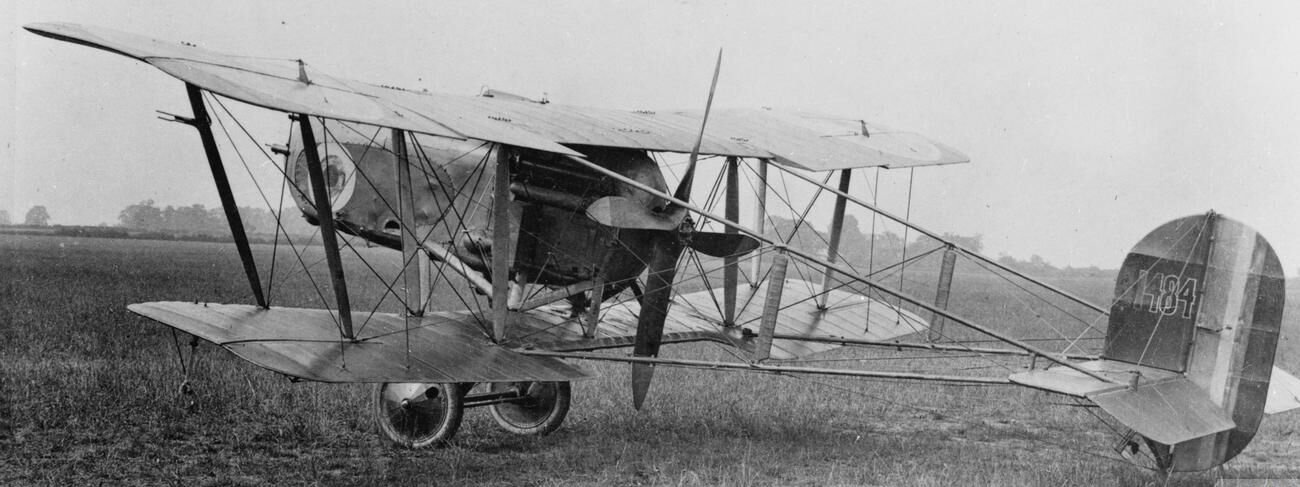

Vickers F.B.26 Vampire là một loại máy bay tiêm kích hai tầng cánh của Anh, do hãng Vickers chế tạo trong Chiến tranh thế giới I.

## Quốc gia sử dụng
Anh Quốc
- Quân đoàn Không quân Hoàng gia

## Tính năng kỹ chiến thuật (F.B.26 Vampire I)
Dữ liệu lấy từ Vickers Aircraft since 1908 
Đặc điểm tổng quát
- Kíp lái: 1
- Chiều dài: 23 ft 5 in (7,14 m)
- Sải cánh: 31 ft 6 in (9,60 m)
- Chiều cao: 9 ft 5 in (2,87 m)
- Diện tích cánh: 267 ft² (24,8 m²)
- Trọng lượng rỗng: 1.467 lb (667 kg)
- Trọng lượng có tải: 2.030 lb (923 kg)
- Động cơ: 1 × Hispano-Suiza 8 kiểu V-8, làm mát bằng nước, 200 hp (149 kW)

 Hiệu suất bay 
- Vận tốc cực đại: 105 kn (121 mph, 195 km/h) trên độ cao 5.000 ft (1.500 m)
- Trần bay: 20.500 ft (6.250 m)
- Tải trên cánh: 7,60 lb/ft² (37,2 kg/m²)
- Công suất/trọng lượng: 0,099 hp/lb (0,16 kW/kg)
- Thời gian bay: 3 h
- Lên độ cao 10.000 ft (3.050 m): 10 phút

Trang bị vũ khí

- Súng: 2 × Súng máy Lewis 0.303 in (7,7 mm)s